# Єфимов Олександр Миколайович
Олекса́ндр Микола́йович Єфи́мов (рос. Александр Николаевич Ефимов; 6 лютого 1923 — 31 серпня 2012) — радянський військовий діяч, льотчик-штурмовик, учасник Другої світової війни, маршал авіації (1975). Двічі Герой Радянського Союзу (1944, 1945), заслужений військовий льотчик СРСР (1970). Доктор військових наук, професор.

## Життєпис
Народився 6 лютого 1923 року в селищі Кантемирівка Константинівської волості Богучарського повіту Воронезької губернії (нині районний центр Воронезької області) в родині залізничника. Росіянин. Дитячі та юнацькі роки провів у місті Міллерово Ростовської області. Закінчив 10 класів школи у 1940 році та Ворошиловградський аероклуб (місто Ворошиловград) у 1941 році.

### Початок військової кар'єри
У лавах РСЧА з травня 1941 року. У червні 1942 року закінчив евакуйовану до міста Уральськ (Казахстан) Ворошиловградську військову авіаційну школу пілотів. Протягом червня-серпня 1942 року — льотчик 10-го запасного авіаційного полку.

### Німецько-радянська війна
Учасник німецько-радянської війни з серпня 1942 року: льотчик 594-го штурмового авіаційного полку, з листопада 1942 по квітень 1945 року — льотчик, командир авіаційної ланки, заступник командира ескадрильї, командир ескадрильї 198-го штурмового авіаційного полку, а з квітня 1945 до кінця війни — штурман 62-го штурмового авіаційного полку. Воював на Західному й 2-у Білоруському фронтах.
Всього за роки війни здійснив 222 бойових вильоти на штурмовикові Іл-2 на розвідку і штурмовку військових комунікацій і живої сили супротивника. Член ВКП(б) з 1943 року.

### Повоєнна служба
У повоєнні роки продовжив військову службу у ВПС СРСР. Був штурманом авіаційного полку в складі Північної групи військ (Польща). У 1951 році закінчив Військово-повітряну академію.
У 1951—1954 роках командував авіаційним полком, у 1954—1955 роках — заступник командира авіаційної дивізії з льотної підготовки у Закавказькому військовому окрузі.
У 1957 році закінчив Вищу військову академію Генштабу. У 1957—1959 роках — командував авіаційними дивізіями у Прибалтійському військовому окрузі.
З 1959 року — заступник командувача з бойової підготовки, у 1959—1961 роках — перший заступник командувача 30-ї повітряної армії Прибалтійського військового округу.
З жовтня 1964 по березень 1969 року — командувач 57-ї повітряної армії Прикарпатського військового округу.
З березня 1969 року — перший заступник Головнокомандувача ВПС СРСР, з грудня 1984 по липень 1990 року — Головнокомандувач Військово-Повітряними Силами — заступник міністра оборони СРСР.
У 1990—1993 роках очолював Державну комісію з використання повітряного простору й управлінню повітряним рухом.
У серпні 1993 року маршал авіації О. М. Єфимов вийшов у відставку.

### Останні роки
Перебуваючи у відставці, активно займався громадською діяльністю. З 2000 року — член, а з 2002 по 2012 роки — заступник голови Російського організаційного комітету «Перемога». У 2006—1012 роках — голова Загальноросійської громадської організації ветеранів війни і військової служби. Обирався головою Ради Міжнародної асоціації ветеранських організацій.
Мешкав у Москві. Помер 31 серпня 2012 року. Похований на Новодівочому цвинтарі.

## Партійна і державна діяльність
Обирався депутатом Верховної Ради СРСР 2-го та 9-11-го скликань (1946—1950, 1974—1989 роки), депутатом Верховних Рад Латвійської РСР 6-го скликання (1963—1967), Української РСР 7-го скликання (1967—1971), РРФСР 8-го скликання (1971—1975). Народний депутат СРСР у 1989—1991 роках.
Член ЦК КПРС у 1986—1990 роках.
Член Громадської палати РФ у 2006—2010 роках.

## Нагороди і почесні звання
Указом Президії Верховної Ради СРСР від 26 жовтня 1944 року за мужність і героїзм, виявлені у боях, старшому лейтенантові Єфимову Олександру Миколайовичу присвоєне звання Героя Радянського Союзу з врученням ордена Леніна і медалі «Золота Зірка» (№ 4845).
Указом Президії Верховної Ради СРСР від 18 серпня 1945 року капітан Єфимов Олександр Миколайович вдруге нагороджений медаллю «Золота Зірка» (№ 73/ІІ).
Нагороджений російськими орденами «За заслуги перед Вітчизною» 2-го (21.02.2008), 3-го (6.02.2003) і 4-го (1998) ступенів, Мужності (2000), радянськими: трьома орденами Леніна (26.10.1944, 31.10.1967, 04.09.1981), орденом Жовтневої Революції (19.02.1988), п'ятьма орденами Червоного Прапора (29.05.1943, 21.02.1944, 24.10.1944, 21.02.1969, 05.02.1973), орденом Олександра Невського (01.08.1944), двома орденами Вітчизняної війни 1-го ступеня (05.11.1943, 11.03.1985), орденами Червоної Зірки (30.12.1956), «За службу Батьківщині у Збройних силах СРСР» 3-го ступеня (17.02.1976), медалями, а також нагородами іноземних держав.
Заслужений військовий льотчик СРСР (17.08.1970), лауреат Державної премії СРСР (1984).
Почесний громадянин міста Міллерово (1994) й Кантемирівського району (2006).

## Твори
- Ефимов А. Н. Над полем боя. — М.: Воениздат, 1976 [Архівовано 8 травня 2014 у Wayback Machine.] (рос.)
- Ефимов А. Н. Роль Военно-воздушных Сил в Великой Отечественной войне 1941—1945 (По материалам IX военно-научной конференции ВВС). — Москва, 1986 [Архівовано 8 травня 2014 у Wayback Machine.] (рос.)
- (рос.)Ефимов А. Н. Штурмовики идут на цель. — М., 2003.

## Пам'ять
Бронзові погруддя О. М. Єфимова встановлені у місті Міллерово та у селищі міського типу Кантемирівка.